# Carla Campra
Carla Campra, all'anagrafe Carla María Campra Elizalde (Barcellona, 16 aprile 1999), è un'attrice e modella spagnola, nota per aver interpretato il ruolo di Paloma nella serie Yo soy Bea e per quello di Daniela Stabile nella soap Una vita (Acacias 38).

## Biografia
Nata nel 1999 a Barcellona, nella comunità della Catalogna (Spagna) dalla madre Patricia Elizalde Ameriso, Carla ha un fratello maggiore, Guillermo, anche lui attore. Durante la sua infanzia si è trasferita a Boadilla del Monte, nella comunità di Madrid con la sua famiglia.
Ha iniziato a lavorare sfilando come modella di passerella in diversi programmi televisivi come El Club (in onda su TV3) e Corazón (in onda su La 1). Ha fatto pubblicità per diversi marchi, ma è stato solo nel 2007 che ha fatto la sua prima apparizione cinematografica con il ruolo di Clara da piccola nel film Atlas de geografía humana diretto da Azucena Rodríguez.
Nel 2008 è apparsa con il ruolo di Laura in un episodio della serie in onda su Antena 3 Cazadores de hombres. Nel 2008 e nel 2009 è stata scelta per interpretare il ruolo di Paloma, la figlia di uno dei protagonisti nella serie in onda su Telecinco Yo soy Bea. Nel 2009 è entrata a far parte del cast della serie in onda su Antena 3 90-60-90, diario secreto de una adolescente, nel ruolo di Julia Álvarez. Nello stesso anno ha ricoperto il ruolo di Mariona a 7 anni nel film televisivo in onda su TV3 La Mari 2 diretto da Ricardo Figueras, sequel del film televisivo del 2003 La Mari.
Nel 2010 ha ottenuto il ruolo di Elena nella miniserie in onda su Antena 3 No soy como tú. Nel 2011 è apparsa nella miniserie in onda su Telecinco La duquesa II, interpretando il ruolo di Eugenia Martínez de Irujo. Nello stesso anno ha ottenuto ruolo della protagonista Paula nel film El sueño de Iván diretto da Roberto Santiago, insieme all'attore Óscar Casas. Sempre nel 2011 ha recitato nei cortometraggi Los Viernes diretto da Néstor Feijóo e 3D diretto da Silvestre García. Nel 2011 e nel 2012 ha ricoperto il ruolo di Infanta Margarita nella serie in onda su La 1 Águila Roja.
Nel 2014 ha interpretato il ruolo di Clarita in un episodio della soap opera in onda su Antena 3 Il segreto (El secreto de Puente Viejo). Nello stesso anno ha ricoperto il ruolo di Marta nel film Marsella diretto da Belén Macías. Nel 2016 ha interpretato il ruolo di Clara nella serie in onda su La 1 Centro médico e quello di Eva in un episodio della serie in onda su La 1 El hombre de tu vida. Nello stesso anno ha ricoperto il ruolo di Will nel cortometraggio The Collection diretto da Marieta Caballero. Nel medesimo anno ha preso parte allo spot pubblicitario Novietes diretto da Claudia Llosa.
Nel 2017 ha interpretato il ruolo di Diana nel film Veronica (Verónica) diretto da Paco Plaza. Nel 2018 ha ottenuto il ruolo di Irene González nel film Tutti lo sanno (Todos lo saben) diretto da Asghar Farhadi. Nello stesso anno ha ricoperto il ruolo di Martina nella serie in onda su La 1 El Continental. Nel 2018 e nel 2019 ha interpretato il ruolo di Flavia Cardesa González nella serie in onda su La 1 La otra mirada. Nel 2019 ha ricoperto il ruolo di Blanca nella serie di Atresplayer Terror.app. Dal 2019 al 2021 è stata scelta per interpretare il ruolo di Elisabeth Palazuelos nella serie in onda su Telecinco 4 mamme per un delitto (Señoras del (h)AMPA). Dal 2019 è una dei membri dell'accademia delle arti e delle scienze cinematografiche della Spagna.

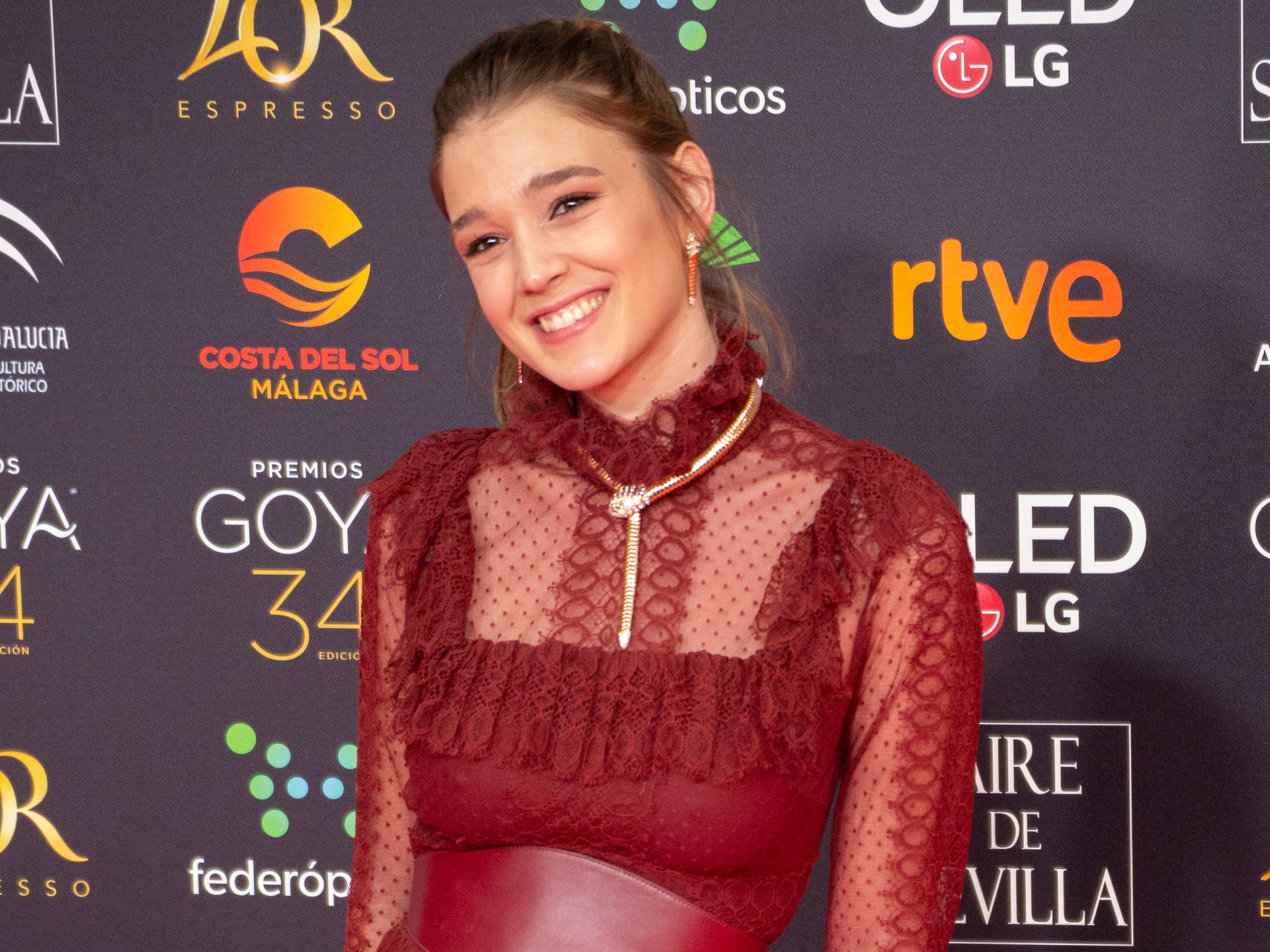
Carla Campra ai Premi Goya 2020

Nel 2020 è stata scelta per interpretare il ruolo di Daniela Stabile nella soap opera in onda su La 1 Una vita (Acacias 38). Nello stesso anno ha ricoperto il ruolo di Vane nella serie di HBO España 30 Coins - Trenta denari (30 monedas), mentre nel 2021 quello di Sol Montalvo da giovane nella serie di Prime Video La templanza.
Nel 2022 è stata scelta per interpretare il personaggio di Sofía nella serie Feria - La luce più oscura (Feria: la luz más oscura), in seguito alle sue ottime capacità di recitazione. La serie è stata distribuita su Netflix per la prima volta il 28 gennaio 2022 ed ha recitato insieme agli attori Ana Tomeno, Marta Nieto, Patricia López Arnaiz, Isak Férriz, Ernest Villegas, Ángela Cremonte e Jorge Motos.
Sempre nel 2022 ha interpretato il ruolo di Vanessa nel film La manzana de oro diretto da Jaime Chávarri e quello di Sara nel film La niña de la comunión diretto da Víctor Garcia. Nel 2022 e nel 2023 è stata scelta per interpretare il ruolo di Aitana Martínez / Mariana Santos nella di Netflix Sagrada familia, insieme agli attori Najwa Nimri, Alba Flores, Álex García, Macarena Gómez, Álvaro Rico e Laura Laprida. Nel 2024 ha ricoperto il ruolo di Cristina Rivera nella serie di Prime Video Atasco, quello di Mariona nella serie di Apple TV+ Tierra de mujeres - Intrecci di vite (Tierra de mujeres) e quello di Marta nel cortometraggio Sugar diretto da Pablo Arreba e Carlos Gómez-Trigo. Nello stesso anno ha vestito i panni di Ana nel film Tras el reflejo diretto da Frank Ariza e ha preso parte al cast della miniserie in onda su La 1 Asuntos internos.

## Filmografia

### Cinema
- Atlas de geografía humana, regia di Azucena Rodríguez (2007)
- El sueño de Iván, regia di Roberto Santiago (2011)
- Marsella, regia di Belén Macías (2014)
- Veronica (Verónica), regia di Paco Plaza (2017)
- Tutti lo sanno (Todos lo saben), regia di Asghar Farhadi (2018)
- La manzana de oro, regia di Jaime Chávarri (2022)
- La niña de la comunión, regia di Víctor Garcia (2022)
- Tras el reflejo, regia di Frank Ariza (2024)

### Televisione
- Cazadores de hombres – serie TV, 1 episodio (Antena 3, 2008)
- Yo soy Bea – serie TV, 41 episodi (Telecinco, 2008-2009)
- 90-60-90, diario secreto de una adolescente – serie TV, 8 episodi (Antena 3, 2009)
- La Mari 2, regia di Ricard Figueras – film TV, 2 episodi (TV3, 2009)
- No soy como tú – miniserie TV, 2 episodi (Antena 3, 2009)
- La duquesa II – miniserie TV, 1 episodio (Telecinco, 2011)
- Águila Roja – serie TV, 2 episodi (La 1, 2011-2012)
- Il segreto (El secreto de Puente Viejo) – soap opera, 1 episodio (Antena 3, 2014)
- Centro médico – serie TV, 2 episodi (La 1, 2016)
- El hombre de tu vida – serie TV, 1 episodio (La 1, 2016)
- El Continental – serie TV, 1 episodio (La 1, 2018)
- La otra mirada – serie TV, 21 episodi (La 1, 2018-2019)
- Terror.app – serie TV, 6 episodi (Atresplayer, 2019)
- 4 mamme per un delitto (Señoras del (h)AMPA) – serie TV, 7 episodi (Telecinco, 2019-2021)
- Una vita (Acacias 38) – soap opera, 44 episodi (La 1, 2020)
- 30 Coins - Trenta denari (30 monedas)  – serie TV, 1 episodio (HBO España, 2020)
- La templanza – serie TV, 1 episodio (Prime Video, 2021)
- Feria - La luce più oscura (Feria: la luz más oscura) – serie TV, 8 episodi (Netflix, 2022)
- Sagrada familia – serie TV, 16 episodi (Netflix, 2022-2023)
- Atasco – serie TV, 1 episodio (Prime Video, 2024)
- Tierra de mujeres - Intrecci di vite (Tierra de mujeres) – serie TV, 3 episodi (Apple TV+, 2024)
- Asuntos interno – miniserie TV, 6 episodi (La 1, 2024)

### Cortometraggi
- Los Viernes, regia di Néstor Feijóo (2011)
- 3D, regia di Silvestre García (2011)
- The Collection, regia di Marieta Caballero (2016)
- Sugar, regia di Pablo Arreba e Carlos Gómez-Trigo (2024)

## Teatro
- Lettura drammatizzata, presso il teatro Valle-Inclán (2018)

## Spot pubblicitari
- Novietes, regia di Claudia Llosa (2016)

## Doppiatrici italiane
Nelle versioni in italiano dei suoi film e delle sue serie TV, Carla Campra è stata doppiata da:
- Elisa Angeli[61] ne Il segreto[62]
- Margherita De Risi[63] in Veronica[64]
- Emanuela Ionica[65] in Tutti lo sanno[66]
- Stefania Rusconi[67] in Una vita[68]
- Vittoria Bartolomei[69] in Feria - La luce più oscura,[70] in Sagrada familia[71]

## Riconoscimenti
- 10º Concorso di Cortometraggi Giovanili
  - 2016: Vincitrice come Miglior attrice per il cortometraggio The Collection